# Viktoria-Platz (Magdeburg)
Der Viktoria-Platz (oder auch Viktoria-Sportplatz) war ein Fußballstadion in Magdeburg im heutigen Bundesland Sachsen-Anhalt. Es war die Spielstätte des Fußballvereins Magdeburger FC Viktoria 1896.

## Geschichte
Da der Cracauer Anger 1905 durch das Militär gesperrt wurde, zog es den FC Viktoria auf die Viktoria-Platz genannte Fläche am Gübser Damm. Direkt nach dem Zweiten Weltkrieg wurde der FC Viktoria von den Alliierten aufgelöst und nicht wieder neu gegründet, dadurch wurde dann der Platz auch erst einmal nicht weiter genutzt. 1955 wurde auf gleichem Grund das Ernst-Grube-Stadion eröffnet, das lange Zeit dem 1. FC Magdeburg als Heimstätte diente und 2005 abgerissen wurde. Heute befindet sich an der gleichen Stelle die Avnet Arena.

## Nutzung
1914 fand hier das Endspiel um die deutsche Fußballmeisterschaft zwischen dem SpVgg Fürth und dem VfB Leipzig statt.